# Dicelosternus
Dicelosternus is een kevergeslacht uit de familie van de boktorren (Cerambycidae). De wetenschappelijke naam van het geslacht werd voor het eerst geldig gepubliceerd in 1900 door Gahan.

## Soorten
Dicelosternus is monotypisch en omvat slechts de volgende soort:
- Dicelosternus corallinus Gahan, 1900